# Джойс Майєр
Джойс Ма́єр (англ. Joyce Meyer), до шлюбу Полі́н Джойс Га́тчінсон (англ. Pauline Joyce Hutchison, нар.4 червня 1943, Сент-Луїс) — американська християнська проповідниця, телевангелістка, письменниця. Авторка понад 70 книг з християнського вчення.

## Біографія
Полін Джойс Гатчінсон народилася у 1943 році у місті Сент-Луїс. Майже зразу по закінченні середньої школи одружилася з однокласником.  Чоловік працював продавцем автомобілів. За її визнанням, чоловік зраджував їй і схиляв її до порушення закону, крадіжок тощо. Шлюб тривав п'ять років. Після розлучення Джойс познайомилася з креслярем за фахом Дейвом Маєром. Вони одружилися 7 січня 1967 року. У шлюбі народила чотирьох дітей.
Джойс Маєр стала дуже активною у місцевій лютеранській церкві, почала проповідувати Біблію спочатку у місцевому кафе, а потім у церкві, де згодом стала заступницею пастора. Протягом кількох років церква, де проповідувала Маєр, стала дуже популярною, багато в чому завдяки її здібностям проповідниці. У той же час Маєр почала виступати з проповідями на радіо, мала власну щоденну 15-хвилинну програму на місцевій радіостанції у Сент-Луїсі.
У 1985 році Маєр пішла у відставку з посади заступниці пастора і заснувала власну церкву, яка спочатку називалася "Життя у Слові". Її проповіді виходили на 6 різних радіостанціях також у Чикаго і Канзас-Сіті (Міссурі). Перші телевізійні проповіді Джойс Маєр провела у 1993 році на телестудії у Чикаго. З часом телепрограми з виступами Джойс Маєр стали надзвичайно популярними у США, де їх дивилися мільйони людей. За даними журналу «Тайм» 2005 року за рівнем популярності Джойс Маєр належала до 25 найвідоміших телеєвангелістів США.

## Критика
Джойс Маєр часто критикують через її надмірно розкішне життя, що суперечить християнському життю. Невід'ємною частиною служіння є місія «Рука допомоги», мета якої — допомога нужденним. Один з центрів місії знаходиться в Сент Луїсі, притулок "Мрія", де знаходяться люди без тимчасового місця проживання або громадяни знайдені нужденними в тій чи іншій ситуації. У 1986 році Маєр офіційно зареєструвала організацію "Життя у Слові", яка пізніше була звільнена від податків як релігійна організація.
Попри це, місцеві журнали з Сент-Луїса провели розслідування, у якому сповіщали, зокрема, крім приватного майданчика для гри у гольф, басейнів, гаражів, також про власний літак Gulfstrea/m G-400 вартістю 10 мільйонів доларів. У відповідь на публікації почали лунати вимоги перевірити джерело прибутків Маєр і у 2007 році розпочалося слідство Сенатського комітету з фінансів Конгресу США. У результаті слідства не було знайдено жодних порушень законодавства.

## Публікації
- Beauty for Ashes: Receiving Emotional Healing. 1994. ISBN 0-892-74679-3.
- Battlefield of the Mind: Winning the Battle in Your Mind. 1995. ISBN 0-446-69109-7.
- Me and My Big Mouth: Your Answer is Right Under Your Nose. 2002. ISBN 0-446-69107-0.
- How to Hear from God: Learn to Know His Voice and Make Right Decisions. 2003. ISBN ISBN 0-446-53256-8. {{cite book}}: Перевірте значення |isbn=: недійсний символ (довідка)
- The Secret Power of Speaking God's Word. 2004. ISBN 0-446-57736-7.
- In Pursuit of Peace: 21 Ways to Conquer Anxiety, Fear, and Discontentment. 2004. ISBN 0-446-53195-2.
- Straight Talk: Overcoming Emotional Battles with the Power of God's Word. 2005. ISBN 0-446-57800-2.
- Approval Addiction: Overcoming Your Need to Please Everyone. 2005. ISBN 0-446-57772-3.
- Look Great, Feel Great: 12 Keys to Enjoying a Healthy Life Now. 2006. ISBN 0-446-57946-7.
- The Everyday Life Bible: The Power of God's Word for Everyday Living. 2006. ISBN 0-446-57827-4.
- The Confident Woman: Start Today Living Boldly and Without Fear. 2007. ISBN 0-446-53198-7.
- The Penny: A Novel. 2007. ISBN 0-446-57811-8. (by Joyce Meyer and Deborah Bedford)
- Woman to Woman: Candid Conversations from Me to You. 2007. ISBN 0-446-58180-1.
- I Dare You: Embrace Life With Passion. 2007. ISBN 0-446-53197-9.
- The Power of Simple Prayer: How to Talk with God about Everything. 2007. ISBN 0-446-53196-0.
- Top 10 Qualities of a Great Leader. 2007. ISBN 1-57794-913-7. (by Joyce Meyer and Phil Pringle)
- Conflict Free Living: How to Build Healthy Relationships for Life. 2008. ISBN 1-59979-062-9.
- Start Your New Life Today: An Exciting New Beginning with God. 2008. ISBN 0-446-50965-5.
- The Secret To True Happiness: Enjoy Today, Embrace Tomorrow. 2008. ISBN 0-446-53199-5.
- Never Give Up!: Relentless Determination to Overcome Life's Challenges. 2009. ISBN 0-446-58035-X.
- Eat the Cookie...Buy the Shoes: Giving Yourself Permission to Lighten Up. 2010. ISBN 0-446-53864-7.
- Power Thoughts: 12 Strategies to Win the Battle. 2010. ISBN 0-446-58036-8.
- Living Beyond Your Feelings: Controlling Emotions So They Don't Control You. 2011. ISBN 0-446-53852-3.
- Love Out Loud: Devotions on Loving God, Yourself, and Others. 2011. ISBN 0-446-53847-7.
- Do Yourself a Favor...Forgive: Learn How to Take Control of Your Life Through Forgiveness. 2012. ISBN 0-446-54727-1.
- Change Your Words, Change Your Life: Understanding the Power of Every Word You Speak. 2012. ISBN 0-446-53857-4.